# El hombre de los dados
El hombre de los dados o The Dice Man como se titulaba en su idioma original es una obra de George Cockcroft que fue publicada en 1971 bajo el pseudónimo de Luke Rhinehart, que a su vez es el nombre del psiquiatra protagonista de la novela. La misma se convirtió rápidamente en una obra de culto en el Reino Unido y Estados Unidos donde vendió millones de ejemplares y siempre estuvo rodeada de polémica por la crudeza con la que se refleja el ambiente de permisividad que se respiraba en el Nueva York de principios de los 70 y por el marcado desprecio ante la ciencia de la psiquiatría que muchos aprecian en la obra.
La obra, escrita como si de una autobiografía se tratase, está protagonizada por un psiquiatra, que cansado de su aburrida y acomodada vida burguesa empieza a experimentar con la posibilidad de convertirse en un "hombre aleatorio" (random man) y a tomar todas sus decisiones con base en lo que en cada momento le dicten un par de dados que para él se convierten en el motor de su vida.
La novela, editada en España por Editorial Destino, cuenta con el honor de haber sido incluida por la BBC en la lista de los 50 libros más influyentes de los últimos 50 años.
Inspiró la canción "Such a Shame" del grupo new wave británico Talk Talk; así como a la canción "Trece" del Disco "Donde Duele, Inspira" de Rafael Lechowski